# 宮本洋一
宮本 洋一（みやもと よういち、1947年5月16日 - ）は、日本の実業家、建築技術者。清水建設代表取締役会長。日本建設業連合会会長（代表理事、2021年度就任）。2007年6月から2016年4月まで同社代表取締役社長を務めた。日本国際フォーラム顧問。静岡県沼津市生まれ、東京都出身。

## 略歴
1947年5月16日、静岡県沼津市に生まれた。
1951年 4歳の時に東京都杉並区荻窪へ引っ越した。この頃は泣き虫であったという。小学校5年の時に岐阜県岐阜市へ引っ越し、スパルタ方式の小学校担任の指導で頑健になっていった。
1960年3月、岐阜市立加納小学校卒業。
1963年3月、大田区立田園調布中学校卒業。
1966年3月、東京都立日比谷高等学校卒業。
1971年6月、東京大学工学部建築学科（内田祥哉研究室に在籍）を卒業し（東大紛争の影響で6月に卒業）、同年7月  に清水建設へ入社した。横浜営業所に配属され、現場からたたき上げの所長の下で毎日のように残業、休日出勤を行った。
清水建設建築事業本部本部長、耐震営業推進室長、名古屋支店副支店長、首都圏事業本部東京支店副支店長、北陸支店長、九州支店長、常務執行役員、専務執行役員を歴任し、2007年6月、同社代表取締役社長に就任した。2022年11月現在、同社代表取締役会長。
2008年、ものづくり推進室を設置した。
2012年、ミャンマーのヤンゴン事務所を13年ぶりに再開している。
2013年2月22日、日本建設業連合会の理事会で、同年4月より土木本部長に就任することが内定した。

## 備考
- 建設業を選んだのは、衣食住に関する仕事はなくならず、仕事にあぶれることはないと思ったからである。
- 白石達（大林組社長）、初見学（東京理科大学教授）は東大の同期にあたる[4][10]。